# Teateråret 1988

## Händelser

### April
- 28 april –  Musikalen Chess har premiär på Broadway.[1]

### Maj
- 17 maj –  Kungliga Dramatiska Teatern i Stockholm firar 200-årsjubileum med närvaro av Sveriges kungapar samt fyrverkerier över Stockholm.[1]
- 31 maj –  Nils Poppe fyller 80 år.[1]

### Juni
- 25 juni –  Musikalen Chess spelas för sista gången på Broadway.[1]

### Oktober
- 25 oktober – Boel Jørgensen utses till ny chef för Det Kongelige Teater.[1]

### November
- 25 november – Lars Larsson utses ny chef för Malmö stadsteater efter Claes Sylwander, som går i pension 30 juni 1989.[1]

### Okänt datum
- Guldmasken delas inte ut

## Priser och utmärkelser
- 14 oktober - O'Neill-stipendiet tilldelas Bibi Andersson och Jan Malmsjö[1]
- Thaliapriset tilldelas Lars Rudolfsson
- Per Myrberg tilldelas den kungliga medaljen Litteris et Artibus för framstående insatser som skådespelare.

## Årets uppsättningar

### Okänt datum
- Laurence Plumridges Krig och Fredrik, i regi av Ulf Dohlsten, börjar spelas på Backa Teater i Göteborg [2].
- Hamlet, av Ingmar Bergman och med Peter Stormare i titelrollen.
- Den Stora Vreden, i regi av Peter Oskarson på Folkteatern i Gävleborg.
- Spelet om den stora branden, av Frank Kelber – sommarteater på gamla fängelsets rastgård med amatörteatergruppen Grotteatern i Umeå.

## Avlidna
- 16 december - Erna Ovesen, 84, svensk skådespelare, konstnär, skulptör och grafiker.